# Wikislovník
Wikislovník (do roku 2007 známý pod názvem Wikcionář, anglicky Wiktionary) je sesterský internetový projekt Wikipedie, který má za cíl vytvořit svobodný wiki mnohojazyčný slovník ve všech a o všech jazycích s definicemi, výslovností, překlady, etymologií a dalšími slovníkovými sekcemi. Vychází z myšlenky Daniela Alstona a byl spuštěn 12. prosince 2002.
| Pořadí | Verze       | Počet článků | Pořadí | Verze     | Počet článků |
| ------ | ----------- | ------------ | ------ | --------- | ------------ |
| 1      | anglická    | 8 092 783    | 6      | ruská     | 1 364 816    |
| 2      | francouzská | 6 021 006    | 7      | německá   | 1 133 888    |
| 3      | malgašská   | 4 320 189    | 8      | kurdská   | 1 000 791    |
| 4      | čínská      | 1 737 819    | 9      | švédská   | 946 328      |
| 5      | řecká       | 1 528 028    | 10     | španělská | 929 218      |
|        |             |              | ...    | ...       | ...          |
|        |             |              | 35     | česká     | 150 132      |

První neanglické mutace, francouzská a polská, byly založeny 29. března 2004. Wikislovník běžel nejprve na provizorní adrese (wiktionary.wikipedia.org) a 1. května 2004 byl přesunut na současnou doménu http://wiktionary.org . Anglická verze Wikislovníku 24. listopadu 2004 přesáhla 50 000 hesel.
V lednu 2024 běžel projekt ve 168 jazykových verzích. Největší verzí byla anglická, která obsahovala přes 7 877 000 hesel (20,8 % z celkového rozsahu projektu). Dalších 6 verzí má přes 1 000 000 hesel, 10 přes 500 000 hesel, 27 přes 100 000 hesel, 50 přes 10 000 hesel, 54 přes 1 000 hesel a 20 přes 100 hesel. Všechny verze společně měly přes 37 864 000 hesel a pracovalo pro ně 557 správců. Registrováno bylo přes 7 152 000 uživatelů, z nichž přes 5 800 aktivně editovalo v posledních 30 dnech.
Na rozdíl od mnoha slovníků, které jsou jednojazyčné nebo dvojjazyčné, Wikislovník je mnohojazyčný světový slovník. Mnohojazyčný znamená, že existují různé jazykové verze Wikislovníku, a světový znamená, že každá tato jazyková verze se pokouší popsat slova ze všech světových jazyků tak, aby byly jejich definice dostupné co nejširšímu počtu lidí.

## Český Wikislovník
Český Wikislovník měl v lednu 2024 přes 147 000 hesel. Pracovali pro něj 4 správci. Registrováno bylo přes 49 200 uživatelů, z nichž asi 65 editovalo v posledních 30 dnech. V počtu hesel byla česká verze mezi ostatními na 36. místě. Česká hesla představovala asi 0,4 % z celkového počtu hesel všech verzí.
V roce 2019 bylo zobrazeno okolo 21,4 milionu dotazů. Denní průměr byl 58 534 a měsíční 1 780 406 dotazů. Nejvíce dotazů bylo zobrazeno v dubnu (2 852 292), nejméně v červenci (922 489). Nejvíce dotazů za den přišlo v pondělí 15. dubna (333 654), nejméně v sobotu 6. července (22 663).
Do české verze Wikislovníku byla první slova přidána 12. srpna 2004, v srpnu 2009 dosáhl hranice deseti tisíc a v lednu 2011 dvaceti tisíc hesel. Statistiky počtu hesel lze nalézt zde a zde.

## Galerie

Logo českého Wikislovníku
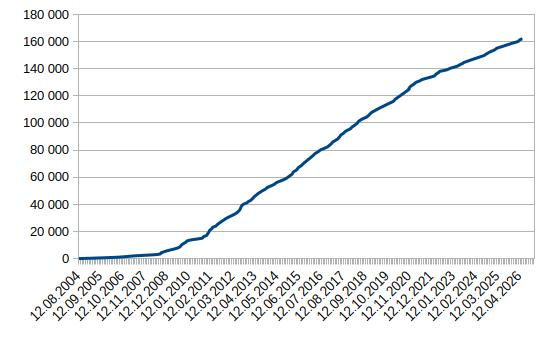
Vývoj počtu hesel českého Wikislovníku
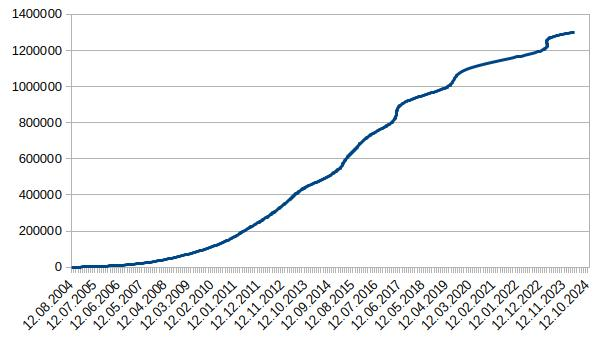
Vývoj počtu editací českého Wikislovníku